# Biblioteca Dodderidgian
La Biblioteca Dodderidgian (Dodderidgian Library) fue fundada en 1667 en Barnstaple , North Devon , Inglaterra, por Judith Dodderidge, tercera esposa y viuda de John Dodderidge (1610-1659)  de Barnstaple y Bremridge , diputado por  South Molton . Representa una de las bibliotecas municipales más antiguas de Inglaterra que sigue existiendo desde su fundación.

## Historia
Dodderidge legó su biblioteca a su tercera esposa Judith en la  última línea de su testamento con fecha del 20 de enero de 1658: 
"También dejo la disposición de mi biblioteca de libros (a) mi querida esposa a quien hago y ordeno único ejecutor de esta mi última voluntad y testamento sin dudar de su cuidado en la debida ejecución de los mismos ..." .
En 1664 cedió o legó la biblioteca a la Corporación de Barnstaple . El legado fue de 112 volúmenes, muchos de los cuales fueron originalmente de la biblioteca del tío prominente y adinerado de su esposo, Sir John Doddridge (1555-1628), de Barnstaple y Bremridge, diputado y juez del Banco del Rey , como lo demuestra su firma. en varios de ellos. La colección se conoció como Bibliotheca Doddridgiana ("Biblioteca Dodderidgian"). Se erigió un edificio especial para albergar los libros en la esquina noreste de las paredes externas del presbiterio de la iglesia de San Pedro, Barnstaple .

## Contenido
Los libros eran principalmente sobre  teología , y cabe destacar la edición de 1610 de John Foxe  el  Libro de los Mártires , que contiene una ilustración en  muy buen estado de conservación de las escenas del martirio protestante. Posteriormente, la colección se amplió.

## Edificio
El edificio linda con la esquina noreste de la iglesia de San Pedro, cuyo campanario revestido de plomo es parcialmente visible.
El sitio  original de la biblioteca estaba en un pequeño edificio almenado de dos pisos construido a propósito, formado por la adición de dos paredes a una esquina cóncava en el extremo noreste de la Iglesia de San Pedro en  Barnstaple , para formar un edificio rectangular. En lo alto de la pared hay una tablilla de piedra con la inscripción: Bibliotheca Doddridgiana 1667 . Su entrada es por el carril estrecho conocido como "Church Walk" que conduce hacia el sur desde "Butchers 'Row" pasando el extremo este de la iglesia parroquial y continúa como "Church Lane" pasando las "Church Lane Almshouses". Es un edificio catalogado de grado II * .
La colección Dodderidge se trasladó en 1888 al North Devon Atheneum (ahora sede del Museo de Barnstaple y North Devon ) y desde allí en 1957 en préstamo permanente a la Biblioteca de la Universidad de Exeter .